# Downey (Idaho)
Downey és una població dels Estats Units a l'estat d'Idaho. Segons el cens del 2000 tenia 613 habitants.

## Demografia
Segons el cens del 2000, Downey tenia 613 habitants, 233 habitatges, i 165 famílies. La densitat de població era de 241,5 habitants/km².
Dels 233 habitatges en un 32,2% hi vivien nens de menys de 18 anys, en un 61,8% hi vivien parelles casades, en un 6% dones solteres, i en un 28,8% no eren unitats familiars. En el 27% dels habitatges hi vivien persones soles el 18,9% de les quals corresponia a persones de 65 anys o més que vivien soles. El nombre mitjà de persones vivint en cada habitatge era de 2,63 i el nombre mitjà de persones que vivien en cada família era de 3,23.
Per edats la població es repartia de la següent manera: un 30,5% tenia menys de 18 anys, un 5,9% entre 18 i 24, un 22,2% entre 25 i 44, un 17% de 45 a 60 i un 24,5% 65 anys o més.
L'edat mediana era de 39 anys. Per cada 100 dones de 18 o més anys hi havia 94,5 homes.
La renda mediana per habitatge era de 26.667 $ i la renda mediana per família de 34.432 $. Els homes tenien una renda mediana de 30.781 $ mentre que les dones 20.500 $. La renda per capita de la població era d'11.908 $. Aproximadament el 12,7% de les famílies i el 18,6% de la població estaven per davall del llindar de pobresa.

## Poblacions més properes
El següent diagrama mostra les poblacions més properes.